# Alekseï Fiodorov
Alekseï Dimitrievitch Fiodorov ou Alexeï Fedorov (en russe : Алексей Дмитриевич Фёдоров, en biélorusse : Аляксей Дзмітрыевіч Фёдараў, en anglais : Alexei Fedorov) est un joueur d'échecs biélorusse né le 27 septembre 1972 à Moguilev.
Au 1er juillet 2013, il est le 293e joueur mondial et le cinquième joueur biélorusse avec un classement Elo de 2 578 points. En janvier 2000, il occupait la quatorzième place au classement mondial avec un classement Elo de 2 684 points.

## Biographie et carrière

### Champion de Biélorussie
Grand maître international depuis 1996, Fiodorov a remporté le championnat de Biélorussie à quatre reprises (en 1993, 1995, 2005 (à Minsk) et 2008).

### Tournois internationaux
Fiodorov joua pour l'URSS jusqu'en 1991 et pour la Russie de 1991 à 1992.
Il remporta les tournois de
- Voskressensk 1993,
- Minsk 1995,
- Moscou 1995,
- le mémorial Tchigorine à Saint-Pétersbourg en 1996,
- Aars (Danemark) 1999,
- Delhi (open Parsvnath) en 2006 (9 points sur 10) et
- Bucarest (open Romgaz) 2008.
- le 13e mémorial Agzamov à Tachkent en 2019 avec 7,5 points sur 9 (+6 =3)[1]

Lorsque Fiodorov fut invité par le tournoi de Wijk aan Zee en 2001, il termina dixième sur quatorze joueurs avec 5 points sur 14 (+2 -5 =6) en ayant battu Michael Adams  et Jan Timman.
En 2003, il finit 1er-4e de l'Open Aeroflot (troisième au départage).
En 2013, Fiodorov finit premier ex æquo de l'Open de Cappelle-la-Grande (septième au départage).

### Olympiades
Fiodorov a participé à sept olympiades pour la Biélorussie (en 1994 et de 1998 à 2008)
Lors des olympiades d'échecs, Fiodorov a joué en deuxième remplaçant en 1994, au premier échiquier de la Biélorussie en 1998 et en 2000, puis au deuxième échiquier en 2002, 2004 et 2006 et au troisième échiquier en 2008.
En 2017, il participa au championnat du monde d'échecs par équipes comme échiquier de réserve de la Biélorussie et marqua 4 points sur 8.

### Championnats du monde et coupes du monde
Lors du championnat du monde de la Fédération internationale des échecs 1999, Fiodorov a été éliminé en huitième de finale par Sergueï Movsessian (+0 -1 =5) après avoir battu Boris Gulko et Jan Timman 1,5 à 0,5.
Lors du championnat du monde de la Fédération internationale des échecs 2000 et du championnat du monde de la Fédération internationale des échecs 2001-2002, il a été éliminé au premier tour par Alexander Ivanov (en 2000)  et par Ashot Anastasian (en 2001) 0,5 à 1,5.
Fiodorov participa à la première coupe du monde d'échecs disputée à Shenyang. Il finit cinquième de son groupe de poule (sur six joueurs).
Lors de la Coupe du monde d'échecs 2005, il fut éliminé au premier tour par le Bulgare Ivan Chéparinov après les départages en parties rapides.